# IIe congrès du Parti communiste (France)
Le IIe congrès du Parti communiste français s'est tenu du 14 au 19 octobre 1922 à Paris dans la Maison des syndicats du 33 rue de la Grange-aux-Belles.

## Résolution
Le congrès se divise entre trois motions : celle de la gauche du parti (motion Souvarine) obtient 1516 mandats ; le centre (motion Frossard) obtient 1698 mandats ; la droite (motion Renoult) obtient 814 mandats. 
Aucune motion ne recueille donc de majorité absolue. Le centre s'estime vainqueur, refuse de négocier avec la gauche, et prend tous les postes de direction. 
Cette attitude est désavouée par le 4e congrès de l'Internationale communiste (qui s'ouvre le 9 novembre 1922), ce qui aboutira à la démission de Frossard, qui quitte le parti le 1er janvier 1923.

## Direction

### Bureau Politique
Marcel Cachin, Pierre Dormoy, Ludovic-Oscar Frossard, Antoine Ker, Georges Marrane, Marius Paquereaux, Soutif. 
Le conseil national de janvier 1923 remplace ce BP par : Marcel Cachin, Louis Sellier, Georges Marrane, Albert Treint, Alfred Rosmer, Boris Souvarine, Gérard Werth.

### Instances du Parti
- Secrétaire général et International : Ludovic-Oscar Frossard
- Directeur de l'Humanité : Marcel Cachin
- Directeur de la Voix paysanne : Renaud Jean
- Directeur du Bulletin communiste : Paul-Louis